# Buchrain
Buchrain é uma comuna da Suíça, no Cantão Lucerna. Em 2017 possuía 6.116 habitantes. Estende-se por uma área de 4,80 km², de densidade populacional de 1.274,2 hab/km². Confina com as seguintes comunas: Dierikon, Ebikon, Emmen, Eschenbach, Inwil, Root.
A língua oficial nesta comuna é o Alemão.